# 克利姆·楚留莫夫
克利姆·楚留莫夫（Клим Іванович Чурюмов）是一位蘇聯、烏克蘭天文學家。
他曾擔任基輔天文館館長、烏克蘭國家科學院院士、國際天文學聯合會院士、紐約科學院院士、2006年至2009年《我們的天空》（烏克蘭語：Наше Небо）雜誌編輯、烏克蘭業餘天文學協會主席和兒童讀物作者。
1969年，他與斯維特拉娜·格拉希門克一起發現了楚留莫夫-格拉希門克彗星。2014年11月12日，羅塞塔號太空任務將「菲萊」太空船降落在楚留莫夫-格拉希門克彗星表面。